# Stochastische Differentialgleichung
Der Begriff der stochastischen Differentialgleichung (Abkürzung SDGL oder englisch SDE für stochastic differential equation) ist in der Mathematik eine Verallgemeinerung des Begriffs der gewöhnlichen Differentialgleichung auf stochastische Prozesse.
Stochastische Differentialgleichungen werden in zahlreichen Anwendungen eingesetzt, um zeitabhängige Vorgänge zu modellieren, die neben deterministischen Einflüssen zusätzlich stochastischen Störfaktoren (Rauschen) ausgesetzt sind.
Die mathematische Formulierung des Problems stellte die Mathematiker vor große Probleme, und so wurde die formale Theorie der stochastischen Differentialgleichungen erst in den 1940er Jahren durch den japanischen Mathematiker Itō Kiyoshi formuliert. Gemeinsam mit der stochastischen Integration begründet die Theorie der stochastischen Differentialgleichungen die stochastische Analysis.
Stochastische Differentialgleichungen sind im Allgemeinen keine Differentialgleichungen und zu unterscheiden von den zufälligen Differentialgleichungen (RDE für englisch random differential equations). Letztere besitzen differenzierbare Pfade.

## Von der Differential- zur Integralgleichung
Genau wie bei deterministischen Funktionen möchte man auch bei stochastischen Prozessen den Zusammenhang zwischen dem Wert der Funktion und ihrer momentanen Änderung (ihrer Ableitung) in einer Gleichung formulieren. Was im einen Fall zu einer gewöhnlichen Differentialgleichung führt, ist im anderen Fall problematisch, da viele stochastische Prozesse, wie beispielsweise der Wiener-Prozess, nirgends differenzierbar sind.
Jedoch lässt sich eine gewöhnliche Differentialgleichung
{\displaystyle {\frac {{\rm {d}}y(t)}{{\rm {d}}t}}=f(t,y(t))}
immer auch äquivalent als Integralgleichung
{\displaystyle y(t)=y(t_{0})+\int _{t_{0}}^{t}f(\tau ,y(\tau ))\,{\rm {d}}\tau }
schreiben, die ohne explizite Erwähnung der Ableitung auskommt. 
Bei stochastischen Differentialgleichungen geht man nun den umgekehrten Weg, d. h., man definiert den Begriff mit Hilfe der zugehörigen Integralgleichung.

## Die Formulierung
Gegeben sei ein filtrierter Wahrscheinlichkeitsraum {\displaystyle (\Omega ,{\mathcal {F}},P,\mathbb {F} =({\mathcal {F}}_{t})_{t\geq 0})}, der die üblichen Bedingungen erfüllt, und die mit {\displaystyle \operatorname {Lin} (\mathbb {R} ^{n},\mathbb {R} ^{d})} bezeichnete Gesamtheit aller linearen Abbildungen von {\displaystyle \mathbb {R} ^{n}} nach {\displaystyle \mathbb {R} ^{d}}.

### Itōsche Differentialgleichung
Seien zwei stetige Funktionen
{\displaystyle a\colon \mathbb {R} ^{d}\times \mathbb {R} _{+}\to \mathbb {R} ^{d}}
{\displaystyle \sigma \colon \mathbb {R} ^{d}\times \mathbb {R} _{+}\to \operatorname {Lin} (\mathbb {R} ^{n},\mathbb {R} ^{d})}
sowie eine {\displaystyle \mathbb {F} }-adaptierte {\displaystyle n}-dimensionale brownsche Bewegung {\displaystyle (W_{t})_{t\geq 0}} gegeben. Die dazugehörige stochastische Integralgleichung
{\displaystyle X_{t}=X_{0}+\int _{0}^{t}a(X_{s},s)\,{\rm {d}}s+\int _{0}^{t}\sigma (X_{s},s)\,{\rm {d}}W_{s}}
wird durch Einführung der Differentialschreibweise
{\displaystyle {\rm {d}}X_{t}=a(X_{t},t)\,{\rm {d}}t+\sigma (X_{t},t)\,{\rm {d}}W_{t}}
zur stochastischen Differentialgleichung. Durch die Substitution {\displaystyle Y_{t}=(t,W_{t})^{T}} lässt sich die Gleichung auch verkürzt aufschreiben. Das erste Integral ist als Lebesgue-Integral und das zweite als Itō-Integral zu lesen. Zu gegebenen Funktionen {\displaystyle a} und {\displaystyle \sigma } (auch als Drift und Diffusionskoeffizient bezeichnet) und einer brownschen Bewegung {\displaystyle (W_{t})} wird hier also ein {\displaystyle d}-dimensionaler Prozess {\displaystyle (X_{t})} gesucht, der die obige Integralgleichung erfüllt. Dieser Prozess ist dann eine Lösung der obigen SDGL. Um den infinitesimalen Generator zu berechnen, wendet man die Itō-Formel an und integriert dann.

### Auf Mannigfaltigkeiten
Stochastische Differentialgleichungen können auch allgemeiner auf Mannigfaltigkeiten betrachtet werden, diese sind Untersuchungsgegenstand der stochastischen Differentialgeometrie.
Eine SDGL auf einer Mannigfaltigkeit {\displaystyle M} ist ein Paar {\displaystyle (A,Z)}, wobei
- {\displaystyle Z=(Z_{t})_{t\in \mathbb {R} _{+}}} ein stetiges Semimartingal auf einem endlichdimensionalen {\displaystyle \mathbb {R} }-Vektorraum {\displaystyle E} ist.
- {\displaystyle A:M\times E\to TM} ein Homomorphismus von Vektorbündeln über {\displaystyle M}

{\displaystyle A:(x,e)\mapsto A(x)e}
ist, wobei {\displaystyle A(x):E\to TM} eine lineare Abbildung bezeichnet.
Die stochastische Differentialgleichung {\displaystyle (A,Z)} notieren wir als Fisk-Stratonowitsch-Integral
{\displaystyle dX_{t}=A(X_{t})\circ dZ_{t}.}

## Existenz und Eindeutigkeit
Ist {\displaystyle A} eine beliebige, auf demselben Wahrscheinlichkeitsraum wie {\displaystyle W} definierte Zufallsvariable, so wird aus der obigen SDGL durch Hinzufügen der Bedingung {\displaystyle X_{0}=A} fast sicher ein stochastisches Anfangswertproblem als Pendant zum Anfangswertproblem für gewöhnliche Differentialgleichungen.
Auch zum Existenz- und Eindeutigkeitssatz von Picard und Lindelöf findet sich hier eine Entsprechung: wenn die folgenden drei Eigenschaften erfüllt sind:
- {\displaystyle A\in L^{2}(P)}, d. h., {\displaystyle A} hat endliche Varianz.
- Lipschitz-Bedingung: Es gibt eine Konstante {\displaystyle K\geq 0}, sodass für alle {\displaystyle x,y\in \mathbb {R} } und alle {\displaystyle t\geq 0} gilt

{\displaystyle |a(x,t)-a(y,t)|+|b(x,t)-b(y,t)|\leq K|x-y|}.
- Lineare Beschränktheit: Es gibt eine Konstante {\displaystyle C\geq 0}, sodass für alle {\displaystyle x\in \mathbb {R} } und alle {\displaystyle t\geq 0} gilt

{\displaystyle |a(x,t)|+|b(x,t)|\leq C(1+|x|)}.
Dann besitzt das Anfangswertproblem eine (bis auf fast sichere Gleichheit) eindeutige Lösung {\displaystyle X}, die zudem zu jedem Zeitpunkt {\displaystyle t} endliche Varianz besitzt.

### Allgemeine Situation: lokale Lipschitz-Bedingung und Maximallösungen
Wir betrachten die allgemeine Form einer stochastischen Differentialgleichung
{\displaystyle \mathrm {d} Y_{t}=\alpha (t,Y_{t})\mathrm {d} X_{t}}
wobei
- {\displaystyle X} ein stetiges Semimartingal in {\displaystyle \mathbb {R} ^{n}} und {\displaystyle Y} ein stetiges Semimartingal in {\displaystyle \mathbb {R} ^{d}} ist,
- {\displaystyle \alpha :\mathbb {R} _{+}\times U\to \operatorname {Lin} (\mathbb {R} ^{n};\mathbb {R} ^{d})} ist eine Abbildung von einer nichtleeren offenen Menge {\displaystyle U\subset \mathbb {R} ^{d}}, wobei {\displaystyle \operatorname {Lin} (\mathbb {R} ^{n};\mathbb {R} ^{d})} der Raum aller linearen Abbildungen von {\displaystyle \mathbb {R} ^{n}} nach {\displaystyle \mathbb {R} ^{d})} ist.

Ob die Lösung der Gleichung explodiert oder nicht, hängt von der Wahl der Funktion {\displaystyle \alpha } ab. Deshalb führen wir nun eine lokale Lipschitz-Bedingung für {\displaystyle \alpha } ein. Für {\displaystyle t\geq 0}, eine kompakte Menge {\displaystyle K\subset U} und eine Konstante {\displaystyle L(t,K)} sei
{\displaystyle |\alpha (s,y)-\alpha (s,x)|\leq L(t,K)|y-x|,\quad x,y\in K,\;0\leq s\leq t,}
wobei {\displaystyle |\cdot |} die euklidische Norm bezeichnet. Diese Bedingung garantiert die Existenz und Eindeutigkeit einer Maximallösung.
Sei nun {\displaystyle \alpha } stetig und erfülle die oben genannte lokale Lipschitz-Bedingung, weiter sei {\displaystyle F:\Omega \to U} eine Initialbedingung, das heißt eine messbare Funktion bezüglich der Initial-σ-Algebra {\displaystyle {\mathcal {F}}_{0}}. Sei {\displaystyle \zeta :\Omega \to {\overline {\mathbb {R} }}_{+}} ein vorhersehbare Stoppzeit mit {\displaystyle \zeta >0} fast sicher. Ein {\displaystyle U}-wertiges Semimartingal {\displaystyle (Y_{t})_{t<\zeta }} heißt Maximallösung von
{\displaystyle dY_{t}=\alpha (t,Y)dX_{t},\quad Y_{0}=F}
mit Lebenszeit {\displaystyle \zeta }, falls
- für eine (und somit für alle) ankündigende Stoppzeiten {\displaystyle \zeta _{n}\nearrow \zeta } der gestoppte Prozess {\displaystyle Y^{\zeta _{n}}} eine Lösung der gestoppten stochastischen Differentialgleichung

{\displaystyle dY=\alpha (t,Y)dX^{\zeta _{n}}}
ist,
- auf {\displaystyle \{\zeta <\infty \}} fast sicher {\displaystyle Y_{t}\to \partial U} mit {\displaystyle t\to \zeta } gilt.[1]

{\displaystyle \zeta } nennt man auch Explosionszeit.

## Beispiele
- Die SDGL für die geometrische brownsche Bewegung lautet {\displaystyle {\rm {d}}S_{t}=rS_{t}{\rm {d}}t+\sigma S_{t}{\rm {d}}W_{t}}. Sie wird beispielsweise im Black-Scholes-Modell zur Beschreibung von Aktienkursen verwendet.
- Die SDGL für einen Ornstein-Uhlenbeck-Prozess ist {\displaystyle \mathrm {d} X_{t}=\theta (\mu -X_{t})\mathrm {d} t+\sigma \mathrm {d} W_{t}}. Sie wird unter anderem im Vasicek-Modell zur finanzmathematischen Modellierung von Zinssätzen über den Momentanzins verwendet.
- Die SDGL für den Wurzel-Diffusionsprozess nach William Feller lautet {\displaystyle {\rm {d}}X_{t}=\kappa (\theta -X_{t}){\rm {d}}t+\sigma {\sqrt {X_{t}}}{\rm {d}}W_{t}}
- Kardar-Parisi-Zhang-Gleichung
- Dysons brownsche Bewegung
- Tsirelsons stochastische Differentialgleichung

## Lösen von stochastischen Differentialgleichungen und Simulation der Lösungen
Genau wie bei deterministischen gibt es auch bei stochastischen Differentialgleichungen keinen allgemeinen Ansatz zur Ermittlung der Lösung. In manchen Fällen (wie bei der oben erwähnten Black-Scholes-SDGL, deren Lösung eine geometrische brownsche Bewegung ist) ist es auch hier möglich, die Lösung zu „erraten“ und durch Ableiten zu verifizieren (wobei das Differenzieren hier mit Hilfe der Itō-Formel erfolgt).
Die Lösungen einer stochastischen Differentialgleichung sind wiederum in starke und schwache Lösungen unterteilt. Der Unterschied liegt darin, dass bei einer starken Lösung mit Initialwert {\displaystyle x_{0}} der Wahrscheinlichkeitsraum und die brownsche Bewegung schon a priori gegeben sind, bei der schwachen Lösung können diese selber gewählt werden und es muss nur {\displaystyle P\circ X_{0}^{-1}=\mu } für ein gegebenes {\displaystyle \mu } gelten. Der Satz von Yamada-Watanabe liefert einen Zusammenhang zwischen beiden Begriffen.
In den meisten Fällen, die in der Praxis auftauchen, wie zum Beispiel auch im Fall des Wurzel-Diffusionsprozesses, ist jedoch keine geschlossene Form der Lösung zu erreichen. Doch ist man zumeist auch nur daran interessiert, Zufallspfade der entsprechenden Lösung zu simulieren. Dies kann approximativ durch numerische Diskretisierungsverfahren erreicht werden, etwa durch das Euler-Maruyama-Schema (das dem expliziten Euler-Verfahren für gewöhnliche Differentialgleichungen nachempfunden ist) oder das Milstein-Verfahren.

## Stochastische Delay-Differentialgleichungen
Bei einer stochastischen Delay-Differentialgleichung (SDDE, stochastic delay differential equation) hängt der zukünftige Zuwachs nicht nur von dem derzeitigen Zustand, sondern auch von den Zuständen in einem davorliegenden beschränkten Zeitintervall ab. Existenz und Eindeutigkeit sind unter ähnlichen Bedingungen wie in „normalen“ SDGLs gegeben.
Seien 
{\displaystyle f\colon [0,\infty )\times C([-r,0],\mathbb {R} ^{d})\to \mathbb {R} ^{d}},
{\displaystyle g\colon [0,\infty )\times C([-r,0],\mathbb {R} ^{d})\to \mathbb {R} ^{d\times m}}
stetig, {\displaystyle r>0} und {\displaystyle W} sei eine m-dimensionale Brownsche Bewegung. Dann ist eine stochastische Delay-Differentialgleichung eine Gleichung der Form
{\displaystyle X(t)=X(0)+\int _{0}^{t}f_{\tau }(X_{\tau })\,{\rm {d}}\tau +\int _{0}^{t}g_{\tau }(X_{\tau })\,{\rm {d}}W(\tau )}
wobei {\displaystyle X_{t}(s):=X(t+s)\ \forall s\in [-r,0]}
Die dazugehörige Differentialschreibweise lautet dann
{\displaystyle {\rm {d}}X(t)=f_{t}(X_{t})\,{\rm {d}}t+g_{t}(X_{t})\,{\rm {d}}W(t)}.